# 9. Flak-Division
A 9. Flak-Division (em português: Nona Divisão Antiaérea) foi uma divisão de defesa antiaérea da Luftwaffe durante a Alemanha Nazi, que prestou serviço na Segunda Guerra Mundial. Foi formada a partir do Luftverteidigungskommando 9.

## Comandantes
- Otto Wilhelm von Renz, (1 de setembro de 1941 - 25 de junho de 1942)[2]
- Wolfgang Pickert, (25 de junho de 1942 - 12 de janeiro de 1943)[2]
- Wilhelm Wolff, (janeiro de 1943 - janeiro de 1943)[2]
- Richard Haizmann, (janeiro de 1943 - 3 de fevereiro de 1943)[2]
- Wolfgang Pickert, (fevereiro de 1943 - 17 de maio de 1944)[2]
- Wilhelm van Koolwijk, (18 de maio de 1944 - 22 de junho de 1944)[2]
- Adolf Pirmann, (23 de junho de 1944 - 4 de maio de 1945)[2]